# Parachlaenius
Parachlaenius es un  género de coleópteros adéfagos de la familia Carabidae.

## Especies
Comprende las siguientes especies:
- Parachlaenius bequaerti Alluaud, 1930
- Parachlaenius diacritus Alluaud, 1930
- Parachlaenius discolor Alluaud, 1930
- Parachlaenius emini Kolbe, 1894
- Parachlaenius marshalli Straneo, 1947
- Parachlaenius punctatus (Laferte-Senectere, 1853)
- Parachlaenius rhodesianus Straneo, 1947
- Parachlaenius ruandanus Burgeon, 1935
- Parachlaenius trochantericus (Kolbe, 1894)
- Parachlaenius violaceus Peringuey, 1899